# Бушева планина
Бушева планина е планина в Северна Македония. Простира се между долината на река Треска на север, Седловината Барбарас (864 м) на североизток, Прилепското поле на изток, Черна река на юг и река Жаба на запад. Заема площ от 325 km2. Най-високата ѝ точка е връх Стара Мусица (1788 m). Бушевата планина се простира в направление югозапад – североизток. На запад се свързва с планините Баба Сач и Лубен. Най-разпространени са буковите гори, среща се също и иглолистна растителност. В Бушевата планина е разположен единственият планински град в Северна Македония – Крушево.